# Coll de Villerac
El Coll de Villerac és una collada dels contraforts nord-orientals del Massís del Canigó, a 552,1 metres d'altitud, del terme comunal de Clarà i Villerac, a la comarca del Conflent, de la Catalunya del Nord. Està situat a la zona central del terme de Clarpa i Villerac, a la carena que separa la vall de Clarà, o del Lliscó, de la de Villerac.